# Вандиловский, Пётр Викторович
Пётр Викторович Вандиловский (бел. Пётр Віктаравіч Вандзілоўскі; 1954, Малиновка, Могилёвская область — 18 мая 2020) — белорусский дирижёр и музыкальный педагог.
Дебютировал в Большом театре оперы и балета Белоруссии, поставив оперу Римского-Корсакова «Царская невеста».
С 1992 года работал в Государственном академическом симфоническом оркестре Республики Беларусь.
В 1997—1998 гг. главный дирижёр Сараевского филармонического оркестра.
С 1997 года заведующий кафедрой оркестрового дирижирования Белорусской государственной академии музыки; руководил также оркестром студентов академии Gradus ad Parnassum.
В 2003—2009 гг. возглавлял Государственный камерный оркестр Республики Беларусь.
С 2018 по 2020 годы являлся дирижёром-постановщиком в Оперной студии Белорусской государственной академии музыки. Под его музыкальным руководством была поставлена опера П. Чайковского "Евгений Онегин".

## Педагогическая деятельность
С 1997 года заведующий кафедрой оркестрового дирижирования Белорусской государственной академии музыки. Главный дирижёр и художественный руководитель студенческого камерного оркестра Gradus ad Parnassum.
Среди выдающихся учеников Петра Вандиловского — дирижёр Государственного академического симфонического оркестра Республики Беларусь Юрий Караваев, главный дирижёр Ростовского музыкального театра Андрей Иванов и др.

## Творчество
Репертуарный багаж дирижёра включает в себя русскую и советскую музыку (Н.А. Римский-Корсаков, П.И. Чайковский, С. Рахманинов, С. Прокофьев, Д. Шостакович), классику западноевропейских композиторов (В.А. Моцарт, Л. Бетховен, Й. Гайдн, Я. Сибелиус, Г. Берлиоз, Р. Шуман, Ф. Шуберт, И. Брамс, Ж. Бизе и мн. др.). Пётр Вандиловский являлся первым исполнителем множества сочинений национальных современных композиторов: Д. Смольского, Г. Гореловой, В. Кузнецова, Д. Лыбина, А. Литвиновского, О. Залетнева, Л. Мурашко и др.
Гастрольная жизнь Петра Вандиловского была очень обширной. С оркестрами разных стран дирижёр выступал в России, Литве, Украине, Венгрии, Польше, Португалии, Германии, Франции, Испании, Италии, Турции, США, Югославии, Финляндии, Хорватии, Боснии и Герцеговине, Андорре, на Кипре.

## Награды
- Почётная грамота Национального собрания Республики Беларусь (6 октября 2003 года) — за заслуги в развитии национальной культуры и значительный вклад в реализацию социальной политики Республики Беларусь[1].